# なんようしのラーメン
なんようしのラーメンは、山形県南陽市が作成した、市内のラーメン店を紹介する地図状の冊子。2017年5月に刊行された。
本記事では南陽市のラーメン自体や市による普及活動についても説明する。

## 概要
マップは紙媒体（およびそのPDF版）とウェブ版があり、ウェブ版には取材した店舗のみが掲載されている。紙媒体はA5判32ページ。
PDF版の掲載店舗数は、市内の地区別に以下の通り（2020年2月現在）。
- 赤湯地区：26（うち地図のみ表示9）
- 中川地区：1（番号は赤湯地区と連番）
- 吉野・漆山・沖郷・梨郷地区：14（うち地図のみ表示7）
- 宮内地区：12（うち地図のみ表示3）

ラーメンは写真ではなく、イラストで掲載されている。
初刷は1000部であったが好評のため9000部が増刷された。

## ラーメンの特徴
出汁・麺・味覚などに一定の方向性はなく、多様なラーメンが存在するとされる。市の担当者はこれを逆手にとった「南陽市に来れば、必ず自分の好みの味に出会える」というフレーズを述べている。一方、市内のラーメン店数（57店）を人口比に直すと10万人あたり178店となり、全国平均（27.71店）を大きく上回る。
掲載店舗の中には赤湯ラーメンも含まれている。

## PRプロジェクトについて
2016年7月に、南陽市は「ラーメン課プロジェクト」を発足させる（正式名称は『南陽市役所ラーメン課 R&R(ラーメン&レボリューション)プロジェクト』）。「ラーメン課」は正式な市役所の部署ではなくプロジェクトの名称として付けられ、市の職員有志および外部からの公募したメンバーによって構成されている。南陽市は「ラーメン課」という言葉を2017年11月6日に商標出願し、2018年10月5日に商標登録された（登録No.6086588）。
2014年10月に実施した市内の中高生向けアンケートにおいて「市外に住む人に伝えたい南陽市の魅力は?」という質問に「ラーメン」という回答が寄せられ、上位4位に入ったことが契機となった。
マップ作成に際しては、東北芸術工科大学准教授を務める地元出身の赤沼明男と連携し、大学の学生11人によってマップの編集・制作がおこなわれた。ラーメンをイラストとしたのも大学側からの提案に基づくものである。